# 도바시 마사유키
도바시 마사유키(일본어: 土橋 正幸, 1935년 12월 5일 ~ 2013년 8월 24일 )는 일본의 전 프로 야구 선수이자 야구 감독, 야구 해설가·평론가이다.

## 인물
도쿄도 다이토구에서 태어나 도쿄 도립 니혼바시 고등학교를 졸업한 후 1954년 가을에 있은 도에이 플라이어스의 입단 테스트를 받는 친구와 같이 갔었는데 친구는 불합격되었고 도바시는 합격했다. 이후 도에이에 입단하면서 프로 3년차인 1957년에 두각을 드러내는 등 1964년까지 7년 연속 두 자릿수 승리(당시 두자릿수 선발승 - 1958년 16, 1959년 14, 1961년 18, 1962년 13, 1963년 13, 1964년 16)를 거두었다.
1958년 5월 31일의 니시테쓰 라이온스전에서 9연속 탈삼진이라는 일본 프로 야구의 타이 기록을 수립, 그리고 사와무라 에이지가 기록한 15개의 탈삼진을 웃도는 1경기 16탈삼진의 일본 기록(당시)을 수립했는데 본인의 9연속 탈삼진 기록은 2022년 4월 10일 롯데 사사키 로키(13타자 연속 탈삼진)에 의해 갱신됐다. 1961년에는 시즌 30승과 평균자책점 1.90의 성적을 남겼지만 같은 해 이나오 가즈히사가 42승(24선발승), 1.69의 평균자책점을 기록했기 때문에 양쪽 모두 2위(18선발승으로 선발승 3위)에 끝나는 등 무관에 그쳤다. 다음 해인 1962년에는 시즌 17승(13선발승)을 기록하면서 전년도보다 성적이 떨어졌지만 팀의 리그 우승에 기여했다. 이후 일본 시리즈에서는 사상 최초로 다네모 마사유키와 함께 공동으로 MVP에 선정되었다. 1967년에는 32세의 나이로 현역 생활을 은퇴했다.
1969년부터 1972년까지 친정 팀인 도에이의 투수 코치를 역임했고, 1973년에 ‘닛타쿠홈 플라이어스’라는 팀 이름이 변경되면서 닛타쿠홈의 2군 감독을 역임했으나 전신 도에이 시절인 1970년 7월 감독으로 발탁된 다미야 겐지로가 계속된 B클래스(4위 이하) 성적의 늪에서 벗어나지 못하여 같은 해 전기리그 종료 후 감독 자리에서 물러나자 후기리그부터 닛타쿠홈 1군 감독으로 승격했으며 수석 코치 겸 타격 코치는 선수 겸임으로 하리모토 이사오가 부임했는데 2군 감독이 시즌 도중 1군 감독으로 자리를 옮긴 것은 1971년 7월 13일 소위 '몰수게임 사건'이 일어날 당시 선두 한큐에 8게임차로 뒤진 2위에 머무르자 같은 달 23일부터 노닌 와타루 감독과 보직을 변경한
 롯데 오사와 게이지에 이어 2번째였지만 시즌 후 구단이 닛폰햄으로 넘어가자 감독직에서 물러났고 본인(도바시) 이후 2군 감독이 시즌 도중 1군 감독으로 정식 승격한 사례는 전무했다. 그 후 후지 TV와 닛폰 방송의 야구 해설위원을 거쳐 1984년부터 야쿠르트 스왈로스의 투수 코치로 부임했고 다케가미 시로 감독의 사임으로 5월 23일부터 야쿠르트의 감독 대행으로서 지휘를 맡았다. 같은 해 1984년 6월 29일부터는 정식 감독으로 발탁돼 1986년까지 야쿠르트의 감독을 맡았다.
1987년부터 1991년까지 후지 TV와 닛폰 방송에 다시 복귀하여 해설위원으로 활동했고 1992년에는 닛폰햄 파이터스의 감독으로 부임했지만 팀 성적 부진으로 1년 만에 사임했다. 닛폰햄 감독으로 있을 당시에 퇴장당했던 적도 있다.
이후 야구 평론가로서 위성방송을 중심으로 해설가로 활동하는 것 외에 후지 TV의 야구 관련 프로그램에도 출연했고 은퇴한 프로 야구 선수들로 구성된 프로 야구 마스터스 리그의 ‘도쿄 드림스’의 감독으로 있었으며 사와무라 에이지상의 선정 위원을 맡았다.
그 후, 근 위축성 측색 경화증으로 2013년 8월 24일 별세했다.

## 출신 학교
- 도쿄 도립 니혼바시 고등학교

## 선수 경력
- 도에이 플라이어스(1955년 ~ 1967년)

## 지도자·기타 경력
- 도에이 플라이어스 투수 코치(1969년 ~ 1972년)
- 닛타쿠홈 플라이어스 감독(1973년) ※후기 시즌 도중 2군 감독으로 있다가 정식 감독으로 부임.
- 야쿠르트 스왈로스 투수 코치(1984년)
- 야쿠르트 스왈로스 감독(1984년 6월 29일 ~ 1986년)
- 후지 TV·닛폰 방송 야구 해설위원(1987년 ~ 1991년)
- 닛폰햄 파이터스 감독(1992년)

## 수상·타이틀 경력
- 일본 시리즈 MVP : 1회(1962년)

## 개인 기록
- 올스타전 출장 : 7회(1958년 ~ 1964년)
- 9연속 탈삼진(1958년 5월 31일) ※프로 야구 타이 기록.
- 56이닝 연속 무볼넷(1961년 7월 29일 ~ 8월 23일)
- 51.2이닝 연속 무볼넷(1959년 6월 28일 ~ 7월 16일)
- 일본 시리즈 1경기 6차례 등판(1962년) ※시리즈 타이 기록.

## 등번호
- 51(1955년)
- 48(1956년 ~ 1957년)
- 21(1958년 ~ 1968년)
- 61(1969년 ~ 1970년)
- 73(1971년 ~ 1973년)
- 74(1984년 ~ 1985년)
- 81(1986년)
- 72(1992년)

## 통산 성적

### 연도별 투수 성적
| 연도        | 소속        | 등 판 | 선 발 | 완 투 | 완 봉 | 무 볼 넷 | 승 리 | 패 전 | 세 이 브 | 홀 드 | 승 률 | 타 자 | 투 구 회 | 피 안 타 | 피 홈 런 | 볼 넷 | 고의 사구 | 死 구 | 탈 삼 진 | 폭 투 | 보 크 | 실 점 | 자 책 점 | 평균 자책점 | WHIP |
| ----------- | ----------- | ----- | ----- | ----- | ----- | -------- | ----- | ----- | -------- | ----- | ----- | ----- | -------- | -------- | -------- | ----- | --------- | ----- | -------- | ----- | ----- | ----- | -------- | ----------- | ---- |
| 1956년      | 도에이      | 4     | 2     | 0     | 0     | 0        | 0     | 1     | --       | --    | .000  | 29    | 6.1      | 9        | 1        | 2     | 0         | 1     | 3        | 0     | 0     | 8     | 8        | 10.29       | 1.74 |
| 1957년      | 도에이      | 26    | 6     | 3     | 1     | 0        | 5     | 2     | --       | --    | .714  | 386   | 97.1     | 79       | 2        | 21    | 0         | 4     | 74       | 1     | 0     | 31    | 27       | 2.48        | 1.03 |
| 1958년      | 도에이      | 54    | 28    | 18    | 6     | 4        | 21    | 16    | --       | --    | .568  | 1202  | 309.2    | 239      | 18       | 53    | 6         | 6     | 222      | 3     | 0     | 97    | 73       | 2.12        | 0.94 |
| 1959년      | 도에이      | 63    | 34    | 21    | 1     | 10       | 27    | 16    | --       | --    | .628  | 1336  | 339.0    | 293      | 23       | 43    | 6         | 4     | 217      | 2     | 0     | 101   | 89       | 2.36        | 0.99 |
| 1960년      | 도에이      | 44    | 32    | 17    | 1     | 6        | 12    | 23    | --       | --    | .343  | 1076  | 263.1    | 258      | 19       | 39    | 4         | 7     | 193      | 1     | 0     | 113   | 92       | 3.14        | 1.13 |
| 1961년      | 도에이      | 63    | 37    | 25    | 9     | 10       | 30    | 16    | --       | --    | .652  | 1538  | 393.0    | 313      | 23       | 45    | 5         | 6     | 298      | 2     | 0     | 111   | 83       | 1.90        | 0.91 |
| 1962년      | 도에이      | 48    | 30    | 14    | 4     | 7        | 17    | 14    | --       | --    | .548  | 1084  | 272.0    | 256      | 12       | 24    | 3         | 2     | 140      | 0     | 0     | 89    | 72       | 2.38        | 1.03 |
| 1963년      | 도에이      | 53    | 32    | 15    | 1     | 5        | 20    | 16    | --       | --    | .556  | 1210  | 301.0    | 279      | 31       | 36    | 2         | 13    | 169      | 1     | 0     | 128   | 102      | 3.05        | 1.05 |
| 1964년      | 도에이      | 48    | 35    | 12    | 3     | 0        | 20    | 15    | --       | --    | .571  | 1102  | 270.1    | 250      | 20       | 46    | 1         | 8     | 132      | 1     | 1     | 113   | 99       | 3.30        | 1.09 |
| 1965년      | 도에이      | 24    | 17    | 3     | 0     | 0        | 4     | 10    | --       | --    | .286  | 551   | 129.0    | 148      | 9        | 20    | 3         | 2     | 67       | 1     | 0     | 68    | 59       | 4.12        | 1.30 |
| 1966년      | 도에이      | 19    | 15    | 6     | 2     | 4        | 6     | 6     | --       | --    | .500  | 472   | 122.1    | 97       | 11       | 9     | 0         | 1     | 43       | 0     | 0     | 33    | 31       | 2.29        | 0.87 |
| 1967년      | 도에이      | 9     | 0     | 0     | 0     | 0        | 0     | 0     | --       | --    | ----  | 62    | 15.0     | 16       | 3        | 1     | 0         | 0     | 4        | 0     | 0     | 9     | 9        | 5.40        | 1.13 |
| 통산 : 12년 | 통산 : 12년 | 455   | 268   | 134   | 28    | 46       | 162   | 135   | --       | --    | .545  | 10048 | 2518.1   | 2237     | 172      | 339   | 30        | 54    | 1562     | 12    | 1     | 901   | 744      | 2.66        | 1.02 |

- 굵은 글씨는 시즌 최고 성적.

### 감독으로서의 팀 성적
| 연도   | 소속     | 순위 | 경기 | 승리 | 패전 | 무승부 | 승률 | 게임차  | 팀 홈런 | 팀 타율 | 팀 평균자책점 | 연령 |
| ------ | -------- | ---- | ---- | ---- | ---- | ------ | ---- | ------- | ------- | ------- | ------------- | ---- |
| 1973년 | 닛타쿠홈 | 5위  | 130  | 55   | 69   | 6      | .444 | 5위·3위 | 133     | .254    | 3.97          | 38세 |
| 1984년 | 야쿠르트 | 5위  | 130  | 51   | 71   | 8      | .418 | 25      | 101     | .264    | 4.76          | 49세 |
| 1985년 | 야쿠르트 | 6위  | 130  | 46   | 74   | 10     | .383 | 26.5    | 143     | .264    | 4.75          | 50세 |
| 1986년 | 야쿠르트 | 6위  | 130  | 49   | 77   | 4      | .389 | 27.5    | 119     | .252    | 4.27          | 51세 |
| 1992년 | 닛폰햄   | 5위  | 130  | 54   | 73   | 3      | .425 | 26      | 99      | .259    | 4.20          | 57세 |

1. 1973년부터 1996년까지는 130경기제.
2. 게임차에서 1973년부터 1982년까지는 전·후기제 도입으로 인해 왼쪽은 전기 순위, 오른쪽은 후기 순위를 표기.

- 감독 통산 성적 : 549경기 221승 25무 303패(승률 .422)